# ناجي صالح ناجي القوسي
ناجي صالح ناجي القوسي برلماني يمني، عضو في مجلس النواب، عن الدورة البرلمانية 2003-2009 والكتلة البرلمانية لنواب حزب المؤتمر الشعبي العام عن الدائرة الانتخابية رقم (200) بمحافظة ذمار مديرية الحدا 
تمددت فترة المجلس لمدة عامين باتفاق عرف بأسم «إتفاق فبراير»، وبقيام ثورة الشباب اليمنية لم تُجرَ الانتخابات، وبحسب إتفاق المبادرة الخليجية تمددت لمدة عامين آخرين حتى 2013 .